# Křičeň
Křičeň (en allemand : Kritschen) est une commune du district et de la région de Pardubice, en République tchèque. Sa population s'élevait à 294 habitants en 2024.

## Géographie
Křičeň se trouve à 13 km au nord-ouest de Pardubice, à 17 km au sud-ouest de Hradec Králové et à 87 km à l'est de Prague.
La commune est limitée par Pravy au nord, par Rohoznice au nord-est, par Dolany à l'est, par Lázně Bohdaneč au sud, et par Bukovka et Kasalice à l'ouest.

## Histoire
La première mention écrite du village date de 1436.

## Transports
Par la route, Křičeň se trouve à 14 km de Přelouč, à 15 km de Pardubice et à 102 km de Prague. 